# Torneo Sub-20 de la Concacaf 1976
Esta fue la nueva edición del Torneo Sub-20 de la Concacaf que otorgaba dos plazas para la Copa Mundial de Fútbol Sub-20.

## Participantes
| - Antillas Neerlandesas - Barbados - Bermudas - Canadá - República Dominicana | - El Salvador - Estados Unidos - Guatemala - Honduras - Jamaica | - México - Nicaragua - Puerto Rico - Surinam - Trinidad y Tobago |

## Primera fase

### Grupo 1
| Equipo            | Pts. | PJ | PG | PE | PP | GF | GC | Dif |
| ----------------- | ---- | -- | -- | -- | -- | -- | -- | --- |
| México            | 6    | 3  | 3  | 0  | 0  | 11 | 1  | +10 |
| Trinidad y Tobago | 3    | 3  | 1  | 1  | 1  | 4  | 7  | -3  |
| Surinam           | 2    | 3  | 1  | 0  | 2  | 7  | 8  | -1  |
| El Salvador       | 1    | 3  | 0  | 0  | 1  | 2  | 9  | -7  |

| 20 de septiembre de 1976 | Trinidad y Tobago                       | 4:2 (3:0) | Surinam                    | Estadio Sixto Escobar, San Juan |  |
|                          | Bell 5, 10' · Harewood 20' · Joseph 44' |           | Frederick 44' · Evelin 69' |                                 |  |

| 20 de septiembre de 1976 | México                              | 3:1 (1:1) | El Salvador  | Carolina Country Club, San Juan |                             |
|                          | Garduño 29' · Cosío 62' · Pérez 78' |           | González 26' | Árbitro(s): Kenneth Chaplin     | Árbitro(s): Kenneth Chaplin |

| 22 de septiembre de 1976 | El Salvador  | 1:6 | Surinam                                                       | Carolina Country Club, San Juan |  |
|                          | Hernández ?' |     | García ?' (a.g.) · Bissulbhar ?, ?' · Garcia ?, ?' · Voorn ?' |                                 |  |

| 22 de septiembre de 1976 | México                                                           | 5:0 (1:0) | Trinidad y Tobago | Estadio Sixto Escobar, San Juan |                                |
|                          | Sánchez 29' · Neptune 48' (a.g.) · Pérez 54' · Rodríguez 66, 77' |           |                   | Árbitro(s): José Luis Valverde  | Árbitro(s): José Luis Valverde |

| 24 de septiembre de 1976 | El Salvador | 0:0 | Trinidad y Tobago | Estadio Baldrich, San Juan |  |

| 24 de septiembre de 1976 | México               | 3:0 (2:0) | Surinam | Carolina Country Club, San Juan |                        |
|                          | Rodríguez 4, 16, 56' |           |         | Árbitro(s): Ben Miller          | Árbitro(s): Ben Miller |

### Grupo 2
| Equipo                | Pts. | PJ | PG | PE | PP | GF | GC | Dif |
| --------------------- | ---- | -- | -- | -- | -- | -- | -- | --- |
| Guatemala             | 5    | 3  | 2  | 1  | 0  | 7  | 2  | +5  |
| Canadá                | 3    | 3  | 1  | 1  | 1  | 5  | 4  | +1  |
| Jamaica               | 2    | 3  | 1  | 0  | 2  | 4  | 4  | 0   |
| Antillas Neerlandesas | 2    | 3  | 1  | 0  | 2  | 3  | 9  | -6  |

| 20 de septiembre de 1976 | Antillas Neerlandesas          | 3:2 | Jamaica             | Parque Colón, Aguadilla |  |
|                          | Calmes ?' · Lucas ?' · Ruiz ?' |     | Desconocido/s ?, ?' |                         |  |

| 20 de septiembre de 1976 | Canadá                          | 2:2 (0:0) | Guatemala                     | Parque Colón, Aguadilla             |                                     |
|                          | Bridge 66' (pen.) · Garrick 74' |           | Pérez 41' · J. A. Sánchez 45' | Árbitro(s): Enrique Mendoza Guillén | Árbitro(s): Enrique Mendoza Guillén |

| 22 de septiembre de 1976 | Canadá                                  | 3:0 (1:0) | Antillas Neerlandesas | Parque Colón, Aguadilla        |                                |
|                          | Mitchell 22' · Carey 52' · Robinson 56' |           |                       | Árbitro(s): José Montane Busch | Árbitro(s): José Montane Busch |

| 22 de septiembre de 1976 | Jamaica | 0:1 (0:1) | Guatemala | Parque Colón, Aguadilla |  |
|                          |         |           | Pérez 37' |                         |  |

| 24 de septiembre de 1976 | Guatemala                                                          | 4:0 (2:0) | Antillas Neerlandesas | Parque Colón, Aguadilla |  |
|                          | Fernández 1' · Rodríguez ?' (pen.) · J. Sánchez 45' · Paniagua 49' |           |                       |                         |  |

| 24 de septiembre de 1976 | Jamaica                  | 2:0 (2:0) | Canadá | Parque Colón, Aguadilla        |                                |
|                          | Woodstock 18, 25' (pen.) |           |        | Árbitro(s): José Luis Valverde | Árbitro(s): José Luis Valverde |

### Grupo 3
| Equipo         | Pts. | PJ | PG | PE | PP | GF | GC | Dif |
| -------------- | ---- | -- | -- | -- | -- | -- | -- | --- |
| Estados Unidos | 4    | 2  | 2  | 0  | 0  | 4  | 0  | +4  |
| Nicaragua      | 2    | 2  | 1  | 0  | 1  | 2  | 2  | 0   |
| Bermudas       | 0    | 2  | 0  | 0  | 2  | 1  | 5  | -4  |

| 19 de septiembre de 1976 | Estados Unidos                  | 3:0 (1:0) | Bermudas | Estadio Baldrich, San Juan |  |
|                          | Etherington 32, 51' · Davis 64' |           |          |                            |  |

| 21 de septiembre de 1976 | Bermudas | 1:2 | Nicaragua   | Carolina Country Club, San Juan |  |
|                          | Bell ?'  |     | Rocha ?, ?' |                                 |  |

| 23 de septiembre de 1976 | Estados Unidos | 1:0 (0:0) | Nicaragua | Estadio Sixto Escobar, San Juan |  |
|                          | Davis 78'      |           |           |                                 |  |

### Grupo 4
| Equipo               | Pts. | PJ | PG | PE | PP | GF | GC | Dif |
| -------------------- | ---- | -- | -- | -- | -- | -- | -- | --- |
| Honduras             | 6    | 3  | 3  | 0  | 0  | 12 | 0  | +12 |
| República Dominicana | 2    | 3  | 1  | 0  | 2  | 6  | 7  | -1  |
| Barbados             | 2    | 3  | 1  | 0  | 2  | 3  | 8  | -5  |
| Puerto Rico          | 2    | 3  | 1  | 0  | 2  | 3  | 9  | -6  |

| 19 de septiembre de 1976 | Puerto Rico | 1:4 | República Dominicana                          | Estadio Baldrich, San Juan |                        |
|                          | Rivera 5'   |     | Cruz 30' · Carretero 44, 75' · Desconocido ?' | Árbitro(s): Ben Miller     | Árbitro(s): Ben Miller |

| 19 de septiembre de 1976 | Honduras                                           | 4:0 (0:0) | Barbados | Estadio Sixto Escobar, San Juan |  |
|                          | Betancourt 67, 75' · Yearwood 69' · Jiminson 80+1' |           |          |                                 |  |

| 21 de septiembre de 1976 | Puerto Rico                    | 2:1 | Barbados | Carolina Country Club, San Juan |  |
|                          | Sánchez 1' · Rivera 66' (pen.) |     | Payne ?' |                                 |  |

| 21 de septiembre de 1976 | Honduras                          | 3:0 (1:0) | República Dominicana | Estadio Sixto Escobar, San Juan  |                                  |
|                          | Betancourt 7, 76' · Rodríguez 63' |           |                      | Árbitro(s): Juan Ramón Mollinedo | Árbitro(s): Juan Ramón Mollinedo |

| 23 de septiembre de 1976 | Barbados                             | 3:2 (3:1) | República Dominicana      | Estadio Baldrich, San Juan |  |
|                          | Worren 10' · Jordan 20' · Corbin 22' |           | Reinoso 2' · Mercedes 80' |                            |  |

| 23 de septiembre de 1976 | Honduras                                                            | 5:0 (3:0) | Puerto Rico | Estadio Sixto Escobar, San Juan |  |
|                          | Betancourt 13' · Jiminson 33, 80+2' · Rodríguez 37' · Escalante 74' |           |             |                                 |  |

## Segunda fase

### Grupo A
| Equipo            | Pts. | PJ | PG | PE | PP | GF | GC | Dif |
| ----------------- | ---- | -- | -- | -- | -- | -- | -- | --- |
| Honduras          | 6    | 3  | 3  | 0  | 0  | 11 | 3  | +8  |
| Guatemala         | 4    | 3  | 2  | 0  | 1  | 3  | 1  | +2  |
| Trinidad y Tobago | 1    | 3  | 0  | 1  | 2  | 5  | 7  | -2  |
| Nicaragua         | 1    | 3  | 0  | 1  | 2  | 2  | 10 | -8  |

| 27 de septiembre de 1976 | Guatemala    | 1:0 (0:0) | Trinidad y Tobago | Carolina Country Club, San Juan |  |
|                          | Paniagua 66' |           |                   |                                 |  |

| 27 de septiembre de 1976 | Honduras                                                  | 6:0 (2:0) | Nicaragua | Carolina Country Club, San Juan |  |
|                          | Betancourt 15, 58', 59' (pen.), 80+1' · Rodríguez 40, 48' |           |           |                                 |  |

| 29 de septiembre de 1976 | Nicaragua             | 2:2 (1:1) | Trinidad y Tobago      | Carolina Country Club, San Juan |  |
|                          | Girón 42' · Rocha 53' |           | de Noon 20' · Ones 76' |                                 |  |

| 29 de septiembre de 1976 | Honduras       | 1:0 (0:0) | Guatemala | Estadio Sixto Escobar, San Juan |                                |
|                          | Betancourt 64' |           |           | Árbitro(s): José Luis Valverde  | Árbitro(s): José Luis Valverde |

| 1 de octubre de 1976 | Guatemala                    | 2:0 (1:0) | Nicaragua | Estadio Baldrich, San Juan |  |
|                      | Estévez 39' · J. Sánchez 62' |           |           |                            |  |

| 1 de octubre de 1976 | Honduras                                     | 4:3 (2:1) | Trinidad y Tobago  | Estadio Sixto Escobar, San Juan |  |
|                      | Reyes 4, 27' · Escalante 5' · Betancourt 72' |           | Evelyn 10, 70, 75' |                                 |  |

### Grupo B
| Equipo               | Pts. | PJ | PG | PE | PP | GF | GC | Dif |
| -------------------- | ---- | -- | -- | -- | -- | -- | -- | --- |
| México               | 6    | 3  | 3  | 0  | 0  | 20 | 2  | +18 |
| Estados Unidos       | 4    | 3  | 2  | 0  | 1  | 14 | 9  | +5  |
| Canadá               | 2    | 3  | 1  | 0  | 2  | 9  | 9  | -0  |
| República Dominicana | 0    | 3  | 0  | 0  | 3  | 1  | 24 | -23 |

| 26 de septiembre de 1976 | México                                          | 5:0 (2:0) | Canadá | Carolina Country Club, San Juan |                                 |
|                          | Cosío 17, 43, 70' · Sánchez 40' · Rodríguez 47' |           |        | Árbitro(s): José Roberto Wright | Árbitro(s): José Roberto Wright |

| 26 de septiembre de 1976 | Estados Unidos                                                               | 9:0 (5:0) | República Dominicana | Estadio Baldrich, San Juan |  |
|                          | Etherington 2' · Davis 15, 38, 62, 71' · Kren 34' · Morone 35, 80' · Beam ?' |           |                      |                            |  |

| 28 de septiembre de 1976 | Canadá                                                   | 7:0 | República Dominicana | Carolina Country Club, San Juan |                        |
|                          | Heap ?, ?' · Corteluccci ?, ?' · Breen ?' · Parchment ?' |     |                      | Árbitro(s): Larry King          | Árbitro(s): Larry King |

| 28 de septiembre de 1976 | México                                                          | 7:1 (4:1) | Estados Unidos | Carolina Country Club, San Juan |                                 |
|                          | Rodríguez 7', 10', 18', 44' (pen.), 61' · Pérez 24' · Cosío 63' |           | Brusiloff 34'  | Árbitro(s): José Roberto Wright | Árbitro(s): José Roberto Wright |

| 1 de octubre de 1976 | Estados Unidos                      | 4:2 (2:1) | Canadá                | Estadio Baldrich, San Juan |  |
|                      | Etherington 22, 33' · Davis 53, 72' |           | Fales 15' · Heaps 80' |                            |  |

| 1 de octubre de 1976 | México                                            | 8:1 (4:1) | República Dominicana | Carolina Country Club, San Juan |                        |
|                      | Rodríguez 5, 25, 53' · Garduño 8, 37, 64, 66, 68' |           | Mercedes 22'         | Árbitro(s): Ben Miller          | Árbitro(s): Ben Miller |

## Fase final
|  | Semifinales    | Semifinales  |       |                | Final         | Final |  |
|  |                |              |       |                |               |       |  |
|  |                |              |       |                |               |       |  |
|  | 3 de octubre   |              |       |                |               |       |  |
|  | México         | 2            |       |                |               |       |  |
|  | Guatemala      | 0            |       |                |               |       |  |
|  |                |              |       |                |               |       |  |
|  |                |              |       |                | 6 de octubre. |       |  |
|  |                |              |       |                | México (p.)   | 1 (3) |  |
|  |                | Honduras     | 1 (2) |                |               |       |  |
|  |                |              |       |                |               |       |  |
|  |                |              |       |                |               |       |  |
|  |                |              |       |                | Tercer lugar  |       |  |
|  | 3 de octubre   | 3 de octubre |       | 5 de octubre   | 5 de octubre  |       |  |
|  | Honduras (pró) | 1            |       | Estados Unidos | 1             |       |  |
|  | Estados Unidos | 0            |       |                | Guatemala     | 0     |  |

### Semifinales
| 3 de octubre de 1976 | México                      | 2:0 (1:0) | Guatemala | Carolina Country Club, San Juan |                                |
|                      | Rodríguez 15' · Sánchez 62' |           |           | Árbitro(s): Dulcidio Boschilia  | Árbitro(s): Dulcidio Boschilia |

| 3 de octubre de 1976 | Honduras   | 1:0 (0:0; 1:0) (1:0 t. s.) | Estados Unidos | Estadio Sixto Escobar, San Juan |  |
|                      | García 99' |                            |                |                                 |  |

### Tercer lugar
| 5 de octubre de 1976 | Estados Unidos  | 1:0 (0:0) | Guatemala |  |  |
|                      | Etherington 62' |           |           |  |  |

### Final
| 6 de octubre de 1976 | México                                        | 1:1 (1:0; 1:1) (t. s.)(3:2 p.) | Honduras                                            | Estadio Sixto Escobar, San Juan |                                 |
|                      | Sánchez 11'                                   |                                | Cáceres 77'                                         | Árbitro(s): José Roberto Wright | Árbitro(s): José Roberto Wright |
|                      |                                               | Tiros desde el punto penal     |                                                     |                                 |                                 |
|                      | - Sánchez - Garduño - González - Gómez - Mora |                                | - Betancourt - Zelaya - Yearwood - Cáceres - García |                                 |                                 |

|                           |
| Bandera de México         |
| Campeón México 5.º título |

## Clasificados a laCopa Mundial Juvenil de Túnez 1977
| Bandera de México | Bandera de Honduras |
| México            | Honduras            |